# Benno Wiss
Benno Wiss (Dietwil, 13 de julho de 1962) é um ex-ciclista de pista e estrada suíço, que competiu como profissional entre 1984 e 1986. Representou o seu país natal nos Jogos Olímpicos de Verão de 1984 em Los Angeles, onde conquistou a medalha de prata na prova de 100 km contrarrelógio por equipes, ao lado de Alfred Achermann, Richard Trinkler e Laurent Vial. Por duas vezes foi o vencedor do Tour de Eurométropole.